# Austropeza insolita
Austropeza insolita är en tvåvingeart som först beskrevs av Collin 1928.  Austropeza insolita ingår i släktet Austropeza och familjen dansflugor. Inga underarter finns listade i Catalogue of Life.